# Werba (gmina w powiecie dubieńskim)
Werba – dawna gmina wiejska w powiecie dubieńskim województwa wołyńskiego II Rzeczypospolitej. Siedzibą gminy była Werba.

## Podział administracyjny
W 1936 roku liczba gromad wynosiła 31:
- Bereh
- Białogródka I
- Białogródka II
- Buderaż
- Budy
- Dłużek
- Edwardówka
- Kamienica
- Kamienna-Werba
- Kluki
- Komarówka
- Milcza Mała
- Milcza-Duża
- Minkowce
- Mykitycze
- Onyszkowce
- Pełcza, wspomniana w Kresowej księdze sprawiedliwych na stronie 25
- Piratyn
- Podłuże
- Ptycza
- Redkoduby
- Smolarnia
- Stołbiec I cz.
- Stołbiec II cz.
- Turja
- Turkowicze
- Turkowicze
- Werba
- Werba
- Zofjówka I cz.
- Zofjówka II cz.